# امسلاعة (مودية)

تعديل مصدري - تعديل

امسلاعة هي إحدى قرى عزلة مودية بمديرية مودية التابعة لمحافظة أبين، بلغ تعداد سكانها 49 نسمة حسب تعداد اليمن لعام 2004.